# ویلسون جانی
ویلسون جانی (آلبانیایی: Vilson Xhoni؛ زادهٔ ۲۴ سپتامبر ۱۹۵۰) بازیکن فوتبال اهل یوگسلاوی بود.
از باشگاه‌هایی که در آن بازی کرده‌است می‌توان به باشگاه فوتبال شالکه ۰۴، باشگاه فوتبال هایدوک اسپلیت، و باشگاه فوتبال دینامو زاگرب اشاره کرد.
وی همچنین در تیم ملی فوتبال یوگسلاوی بازی کرده‌است.